# Frecăței (Tulcea)
Frecăţei è un comune della Romania di 3 600 abitanti, ubicato nel distretto di Tulcea, nella regione storica della Dobrugia. 
Il comune è formato dall'unione di 4 villaggi: Cataloi, Frecăței, Poșta, Telița.